# Hipposauridae
Hipposauridae — родина терапсид підряду Біармозухії (Biarmosuchia), що існувала в кінці пермського періоду. Скам'янілості знайдені в Південній Африці.
Родина містить 3 роди: Hipposaurus, Hipposauroides та Pseudhipposaurus.